# Solbus Solcity 11L
Solbus Solcity 11L − autobus lokalny niskowejściowy z rodziny SN produkowany od końca 2006 roku przez Fabrykę Autobusów "Solbus" z Solca Kujawskiego. W trakcie prac projektowych i w pierwszym okresie produkcji nosił on oznaczenie Solbus Solcity SN11L.

## Historia modelu
To drugi model rodziny Solcity SN11, która jako pierwsza została samodzielnie zaprojektowana i wdrożona do produkcji przez firmę Solbus, zastępując licencyjny model Solbus B 9,5. Pod względem technicznym model "Solcity 11L" bazuje na rozwiązaniach wdrożonego do produkcji w 2006 roku modelu miejskiego Solbus Solcity 11M. Różni się od niego głównie aranżacją wnętrza, w którym zamontowano więcej foteli dla pasażerów. Projekt powstał we współpracy z firmą stylistyczną Nc.Art z Sękocina koło Warszawy. Prototyp pokazano po raz pierwszy na terenie fabryki w kwietniu 2006 roku. Później był prezentowany na targach Transexpo 2006 w Kielcach.
Podobnie jak model bazowy "Solbus Solcity 11L" posiada samonośne nadwozie z kratownicową podłogą. Szkielet nadwozia powstaje ze stali nierdzewnej, zaś poszycie ze stali nierdzewnej i tworzywa sztucznego klejonych do szkieletu nadwozia. Instalacja elektryczna jest zbudowana na bazie szyny danych CAN-BUS.